# Baoh
Baoh (яп. バオー来訪者, Baō Raihōsha, англ. Baoh: The Visitor, укр. Бао) — японська серія манґи, написана та проілюстрована Хірохіко Аракі, найбільш відомим своєю роботою «Химерні пригоди ДжоДжо». Спочатку манґа виходила у щотижневому журналі сьонен-манґи Weekly Shonen Jump у 1984—1985 роках, а згодом була зібрана у два томи танкобонів. Манга була адаптована в односерійну оригінальну відеоанімацію (OVA) студією Studio Pierrot і розповсюджена компанією Toho у 1989 році.
Baoh — це перша манґа Аракі, яка демонструє його фірмову кількість графічного насильства.

## Сюжет
Організація Дресс викрадає 17-річного Ікуро Хашізаву та перетворює його на Бао, біологічну зброю з надлюдською силою та іншими здібностями. Він втікає за допомогою Суміре, 9-річної дівчинки-екстрасенса. Доктор Касуміноме, головний науковий співробітник Дресс, посилає різних убивць і монстрів, щоб спробувати вбити Ікуро, відчайдушно прагнучи зупинити поширення вірусу Бао і зараження світу.

## Персонажі

### Головні герої
Ікуро Хашізава (яп. 橋沢 育朗, Hashizawa Ikurō)
Сейю: Hideyuki Hori (OVA) / Kōki Uchiyama (JoJo's Bizarre Adventure: All Star Battle) (оригінал), Браян Хіннант (OVA) (англійський дубляж)
17-річний Ікуро спочатку мало що знає про своє минуле, прокинувшись у лабетах Дресс і супроводжуючи та захищаючи Суміре. Незабаром він дізнається, що його перетворили на Бао (що означає «Біологічна допоміжна зброя») — результат еволюційних експериментів Дресс, спрямованих на створення паразитичного хробака, який заглиблюється в мозок свого господаря, повільно перетворюючи його на майже нестримну машину для вбивства. Пізніше він дізнається, що став жертвою аварії, і його виживання сприяло експериментам Дресс.
Коли тіло-носій зазнає нападу (як, наприклад, під час смерті Ікуро від рук Номера 22), воно трансформується за допомогою Феномену Озброєного Бао (яп. バオー武装現象（アームド・フェノメノン Baō Āmudo Fenomenon), покриваючи своє тіло захисною бронею, яка надає тілу надлюдської сили та зцілення, яке він також може використовувати для лікування інших. Як Бао, Ікуро має й інші здібності. Феномен долоні Бао Мерутеддіна (яп. バオー・メルテッディン・パルム・フェノメノン Baō Meruteddin Parumu Fenomenon) дозволяє йому виділяти з рук корозійні ферменти, що розплавляють метал та людську плоть. Феномен шаблі Бао (яп. バオー・リスキニハーデン・セイバー・フェノメノン Baō Risukinihāden Seibā Fenomenon) випускає два леза, що виходять з його рук, які можуть розрізати майже будь-що. Феномен бджіл-стрільців Бао (яп. バオー・シューティングビースス・スティンガー・フェノメノン Baō Shūtingubīsusu Sutingā Fenomenon) перетворює волосся Бао на голкоподібні снаряди, які спалахують при контакті. Його найпотужніша здатність — Феномен розриву-темряви-грому Бао (яп. バオー・ブレイク・ダーク・サンダー・フェノメノン Baō Bureiku Dāku Sandā Fenomenon), коли його тіло виробляє до 60 000 вольт електричної енергії, достатньо потужної для живлення лазерної гармати. Єдиний спосіб вбити Бао — це вбити черв'яка, силою витягнувши його з мозку, а потім спалити живцем. Бао також помре після 111 днів життя черв'яка в його мозку, після чого його личинки виходять і вбивають хазяїна, шукаючи собі нових господарів. Бао також можна ввести в стан спокою, зануривши жертву в солону воду.
Суміре (яп. スミレ)
Сейю: Норіко Хідака (оригінал), Кімберлі Хелмс-Стюарт (англійський дубляж)
9-річна дівчинка, яка володіє екстрасенсорними здібностями, зокрема автоматичним письмом, перевертанням столів і передбаченням. Вона також є полонянкою Дресс, оскільки вони хочуть використовувати її екстрасенсорні здібності. Вона тримає як домашнього улюбленця ще одного з експериментів Дресс, абсолютно нову сумчасту форму життя, яку назвала Сонні-Стефан Нотцуо (яп. サニー・ステフェン・ノッツォ Sanī Sutefen Nottso).

### Дресс
Секретна Організація Дресс (яп. 秘密組織ドレス, Himitsu Soshiki Doresu) створила Бао та прагне вбити Ікуро до того, як вірус пошириться.
Доктор Касуміноме (яп. 霞の目博士, Kasuminome-hakase)
Сейю: Ічіро Нагаї (оригінал), Майкл С. Вей (англійський дубляж)
Головний науковець Дресс, відповідальний за створення паразита Бао. Можливо, найбільша іронія, яку сам професор Касуміноме озвучує наприкінці OVA, полягає в тому, що він досягнув успіху занадто добре. Його наміром було створити досконалого солдата, зброю такої сили, що ніхто не зміг би її перемогти, але, роблячи це, він створив Бао — зброю, яку ніхто, включно з Дресс і самим Касуміноме, не зміг би контролювати чи стримувати. Хірохіко Аракі назвав його на честь району Касуміноме (яп. 霞目) у місті Сендай, Вакабаясі.
Софін (яп. 女工作員（ソフィーヌ）, Sofīnu)
Сейю: Йо Іноуе (оригінал), Сара Сейдман-Венс (англійський дубляж)
Помічниця Касуміноме. Вперше її можна побачити, коли вона переслідує Суміре, коли та втікає в першому розділі.
Номер 22 (яп. 第22の男, Dai Nijū-ni no Otoko)
Сейю: Ікуя Савакі (оригінал), Шон П. О'Коннелл (англійський дубляж)
Один з найманців Дресс, посланий вбити Ікуро Хасізаву і повернути Суміре. Він мимоволі спричиняє перетворення Ікуро на Феномен Озброєного Бао та гине.
Полковник Дордо (яп. ドルド中佐, Dorudo-chūsa)
Сейю: Шуїчі Ікеда (оригінал), Дейв Андервуд (англійський дубляж)
Найкращий найманий вбивця Дресс, який, як кажуть, здатен винести комусь мозок одним снайперським пострілом. Під час сутички з Ікуро з'ясовується, що Дордо насправді є кіборгом.
Уолкен (яп. ウォーケン, Wōken)
Сейю: Юсаку Яра (оригінал), Чак Денсон мл. (англійський дубляж)
Найманий вбивця-екстрасенс, останній з племені корінних американців, відомих як Скукум (яп. スクークム族 Sukūkumu-zoku). Він наймогутніший у світі екстрасенс, здатний плавити предмети своїм телекінезом за допомогою Молекулярної Хвилі Руху Повітря (яп. 分子空動波 Bunshi Kūdō Ha) та деформувати землю за допомогою Молекулярної Сейсмічної Хвилі (яп. 分子地動波 Bunshi Chidō Ha). Він бачить у Бао гідного супротивника і вирізає на його грудях знак, який стверджує, що він вб'є Бао. Однак Бао здобуває перемогу, кидаючи в нього свої шаблі, знімаючи бандану, що зменшує силу, лише для того, щоб Уолкен шукав помсти. Хірохіко Аракі назвав Уолкена на честь американського актора Крістофера Вокена.

## Актори озвучування
| Роль              | японська                              | англійська                            |
| Роль              | японська                              | Coastal Studios (1995)                |
| ----------------- | ------------------------------------- | ------------------------------------- |
| Ікуро Хашизава    | Хідеюкі Хорі                          | Браян Хіннант                         |
| Суміре            | Норіко Хідака                         | Кімберлі Хелмс-Стюарт                 |
| Доктор Касуміноме | Ічіро Нагаї                           | Майкл С. Вей                          |
| Полковник Дордо   | Шуїчі Ікеда                           | Дейв Андервуд                         |
| Софін             | Йо Іноуе                              | Сара Сейдман-Венс                     |
| Уолкен            | Юсаку Яра                             | Чак Денсон мл.                        |
| Чоловіки в масках | Шинья Отакі Масахару Сато Ікуя Савакі | Пол Джонсон Марк Матні Марк Франклін  |
| Номер 22          |                                       | Шон П. О'Коннелл                      |
| Дівчина           | Томоко Маруо                          | Сенді Клаб                            |
| Техніки           | Кодзо Шіоя                            | Патрік Хамфрі Френк Лінн Гарі Лотон   |
| Солдати           | Мічітака Кобаясі                      | Джим Кларк Нік Ламантин Кевін Грінвей |

## Персонал
| Роль персоналу             | Особа                                    |
| -------------------------- | ---------------------------------------- |
| Директор                   | Хіроюкі Йокояма                          |
| Головний наглядач          | Хісаюкі Торіумі                          |
| Виконавчі продюсери        | Кадзуо Накано Харуо Сай                  |
| Продюсер                   | Рейко Фукуса                             |
| Сценарій                   | Кейдзі Терада                            |
| Дизайн персонажів/режисура | Мічі Санаба                              |
| Механічні конструкції      | Масайоші Тано                            |
| Оператор-постановник       | Джин Канеко                              |
| Художній керівник          | Мітіхару Міямае                          |
| Аудіорежисер               | Норійоші Мацуура                         |
| Асистент режисера анімації | Йошіміцу Ухасі Хірокі Такагі Шуїчі Масуо |
| Музика                     | Хіроюкі Нанба                            |

## Ліцензування
Манга була ліцензована англійською мовою та випущена щомісячними розділами Viz Media у 1990 році; продажі були жалюгідними, і лише в 1995 році манґа була випущена у форматі графічного роману. OVA була ліцензована на англійський випуск DVD AnimEigo у 2000 році і була випущена в 2001 році.

## Появи в інших медіа
Головний герой манґи, Ікуро Хашізава, був випущений 14 листопада 2013 року як ігровий персонаж, за якого можна грати у грі JoJo's Bizarre Adventure: All Star Battle у формі Бао. У ремастері JoJo's Bizarre Adventure: All Star Battle R 2022 року він включений до початкового списку.

## Сприйняття
Хіроюкі Такеї, автор манґи Король шаман, сказав, що це була одна з його улюблених манґ разом із Химерними пригодами Джоджо в його молодості.